# Населення Індії
Населення Індії. Чисельність населення країни 2023 року становила 1,423[джерело?] млрд осіб. (1 місце в світі). Чисельність індійців стабільно збільшується, народжуваність 2015 року становила 19,55 ‰ (87-ме місце у світі), смертність — 7,32 ‰ (118-те місце у світі), природний приріст — 1,22 ‰ (98-ме місце у світі) . 

## Природний рух
Протягом останніх 1955–2005-х років у країні спостерігається швидке зростання чисельності населення завдяки покращенню медичного обслуговування й зростання продуктивності сільського господарства (так звана «зелена революція»).

### Відтворення
Народжуваність в Індії, станом на 2015 рік, дорівнює 19,55 ‰ (87-ме місце у світі). Коефіцієнт потенційної народжуваності 2015 року становив 2,48 дитини на одну жінку (78-ме місце у світі). Рівень застосування контрацепції 54,8 % (станом на 2008 рік). Середній вік матері при народженні першої дитини становив 19,9 року (оцінка на 2016 рік).
Смертність в Індії 2015 року становила 7,32 ‰ (118-те місце у світі).
Природний приріст населення в країні 2015 року становив 1,22 % (98-ме місце у світі).

### Вікова структура

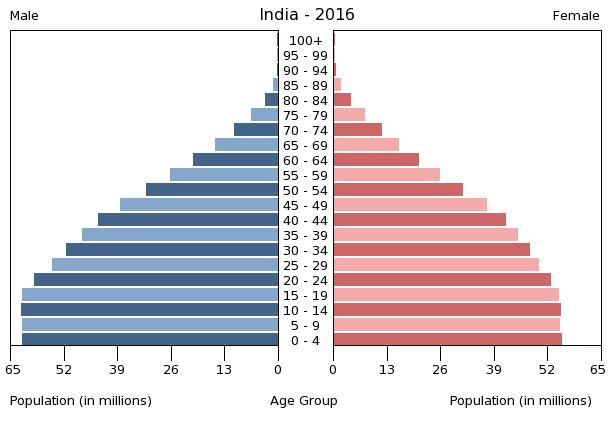
Віково-статева піраміда населення Індії, 2016 рік

Середній вік населення Індії становить 27,6 року (139-те місце у світі): для чоловіків — 26,9, для жінок — 28,3 року. Очікувана середня тривалість життя 2015 року становила 68,13 року (163-тє місце у світі), для чоловіків — 66,97 року, для жінок — 69,42 року.
Вікова структура населення Індії, станом на 2015 рік, виглядає таким чином:
- діти віком до 14 років — 28,09 % (186 735 337 чоловіків, 164 835 868 жінок);
- молодь віком 15–24 роки — 18,06 % (119 933 717 чоловіків, 106 153 113 жінок);
- дорослі віком 25–54 роки — 40,74 % (262 700 370 чоловіків, 247 237 448 жінок);
- особи передпохилого віку (55–64 роки) — 7,16 % (44 993 382 чоловіки, 44 620 337 жінок);
- особи похилого віку (65 років і старіші) — 5,95 % (35 313 609 чоловіків, 39 172 403 жінки)[3].

### Шлюбність— розлучуваність
Середній вік, коли чоловіки беруть перший шлюб, дорівнює 28 років, жінки — 22,2 року, загалом — 24,1 року (дані за 2011 рік).

## Розселення

Густота населення Індії

Густота населення країни 2015 року становила 441,0 особи/км² (33-тє місце у світі).

### Урбанізація
Індія середньоурбанізована країна. Рівень урбанізації становить 32,7 % населення країни (станом на 2015 рік), темпи зростання частки міського населення — 2,38 % (оцінка тренду за 2010—2015 роки). Міське населення Індії збільшилося в кілька разів протягом XX століття і більше концентрується у великих містах. 2001 року у Індії налічувалося понад 35 міст з мільйонним населенням, та 4 найбільших міста з населенням понад 10 млн кожне (Мумбаї, Делі, Колката і Бангалор). Однак тенденція зростання кількості населення в сільських районах, надалі спостерігається, оскільки близько 70 % населення Індії як і раніше, проживають в селах.
Головні міста держави: Делі (столиця) — 25,703 млн осіб, Мумбаї — 21,043 млн осіб, Колката — 11,766 млн осіб, Бангалор — 10,087 млн осіб, Ченнаї — 9,62 млн осіб, Гайдарабад — 8,944 млн осіб (дані за 2015 рік).

### Міграції
Значний вплив на індійське суспільство кожного століття призводять численні етнічні міграції народностей чи нелегальні (деколи й легальні) міграції народів з сусідніх територій чи всередині країни. Річний рівень еміграції 2015 року становив 0,04 ‰ (112-те місце у світі). Цей показник не враховує різниці між законними і незаконними мігрантами, між біженцями, трудовими мігрантами та іншими.

#### Біженці й вимушені переселенці
Станом на 2015 рік, в країні постійно перебуває 110 тис. біженців з Тибету, 64,2 тис. з Шрі-Ланки, 15,7 тис. з М'янми, 10,19 тис. з Афганістану. Кількість нелегальних іммігрантів бангладешців в Індії, за теперішніми оцінками, до 20 млн. Ще приблизно 100 тис. — це вигнанці-тибетці, які втекли після китайської окупації Тибету в 1950-х роках зі своєї батьківщини, однак офіційно визнані біженцями й мають дозвіл на перебування. Крім того, понад 60 тис. тамільських біженців зі Шрі-Ланки також перебралися на індійську територію.
У той самий час у країні, станом на 2015 рік, налічується 612 тис. внутрішньо переміщених осіб через війну в Кашмірі й інші місцеві конфлікти.
Індія є членом Міжнародної організації з міграції (IOM).

## Расово-етнічний склад
| Етнічний склад (2000 рік) | Етнічний склад (2000 рік) | Етнічний склад (2000 рік) | Етнічний склад (2000 рік) | Етнічний склад (2000 рік) |
| ------------------------- | ------------------------- | ------------------------- | ------------------------- | ------------------------- |
| Етнос:                    |                           |                           | Відсоток:                 |                           |
| індоарійські народи       | індоарійські народи       |                           | 72%                       | 72%                       |
| дравідійські народи       | дравідійські народи       |                           | 25%                       | 25%                       |
| монголоїди та інші        | монголоїди та інші        |                           | 3%                        | 3%                        |

Індія є багатонаціональною державою, з розмаїттям етнічних племінних груп. Головні етноси країни: індоарійські народи — 72 %, дравідійські народи (в основному мешкають у південній частині Індії) — 25 %, монголоїди та інші (переважно тибето-бірманські, мунда і мон-кхмерські народи в районах Гімалаїв, Північно-Східної та Східної Індії) — 3 % населення (оціночні дані за 2000).

## Мови
| Мови Індії (2015 рік) | Мови Індії (2015 рік) | Мови Індії (2015 рік) | Мови Індії (2015 рік) | Мови Індії (2015 рік) |
| --------------------- | --------------------- | --------------------- | --------------------- | --------------------- |
| Мова:                 |                       |                       | Відсоток:             |                       |
| гінді                 | гінді                 |                       | 41%                   | 41%                   |
| англійська            | англійська            |                       | %                     | %                     |
| бенгальська           | бенгальська           |                       | 8.1%                  | 8.1%                  |
| телугу                | телугу                |                       | 7.2%                  | 7.2%                  |
| маратхі               | маратхі               |                       | 7%                    | 7%                    |
| тамільська            | тамільська            |                       | 5.9%                  | 5.9%                  |
| урду                  | урду                  |                       | 5%                    | 5%                    |
| гуджараті             | гуджараті             |                       | 4.5%                  | 4.5%                  |
| каннада               | каннада               |                       | 3.7%                  | 3.7%                  |
| малаялам              | малаялам              |                       | 3.2%                  | 3.2%                  |
| орія                  | орія                  |                       | 3.2%                  | 3.2%                  |
| пенджабська           | пенджабська           |                       | 2.8%                  | 2.8%                  |
| інші                  | інші                  |                       | 8.4%                  | 8.4%                  |

Офіційні мови: гінді — розмовляє 41 % населення, англійська як допоміжна. Інші поширені мови, офіційні в окремих штатах (14 мов): бенгальська — 8,1 %, телугу — 7,2 %, маратхі — 7 %, тамільська — 5,9 %, урду — 5 %, гуджараті — 4,5 %, каннада — 3,7 %, малаялам — 3,2 %, орія — 3,2 %, пенджабська — 2,8 %, ассамська — 1,3 %, майтхілі — 1,2 %, інші мови (включно з кашмірі, сіндхі і санскритом) — 5,9 % (перепис 2001 року). У північній Індії дуже поширений варіант гінді й урду — гіндустані, що не має окремого офіційного статусу.
Індія є найбільшою у світі країною в культурно-мовному спектрі. Індія є домом для індоєвропейської мовної сім'ї. Загалом мови в Індії представлені двома великими мовними групами: індо-арійською (якою послуговуються близько 74 % населення) та дравідійською (якою розмовляють 24 %). Інші мови спілкування в Індії походять з австроазійської і тибето-бірманської мовної сім'ї. Крім двох національних мов, гінді та англійської, статус офіційної має такі мови: ассамська, бенгальська, бодо, догрі, гуджараті, каннада, кашмірі, конкані, майтхілі, малаялам, маратхі, маніпурі, непалі, орія, пенджабська, санталі, санскрит, сіндхі, тамільська, телугу і урду[джерело?].
Мова гінді, найбільш вживана, виступає державною мовою Індії. Англійська мова широко використовується в бізнесі і державному управлінні, має статус «офіційної мови», суттєвим також є її використання в освіті, особливо в середовищі вищої освіти. Крім того, у кожному штаті та союзній території використовують свою власну мову, як офіційну, і в Конституції Індії також визнаються, ще 21 мова, якими найчастіше користуються в індійському суспільстві й їм надано офіційного статусу[джерело?]. Слід зазначити, що дослідниками мовниками в Індії нараховано безліч діалектів, їх кількість сягає 1652.

## Релігії
| Релігії в Індії (2010 рік) | Релігії в Індії (2010 рік) | Релігії в Індії (2010 рік) | Релігії в Індії (2010 рік) | Релігії в Індії (2010 рік) |
| -------------------------- | -------------------------- | -------------------------- | -------------------------- | -------------------------- |
| Віросповідання:            |                            |                            | Відсоток:                  |                            |
| індуїсти                   | індуїсти                   |                            | 79.8%                      | 79.8%                      |
| мусульмани                 | мусульмани                 |                            | 14.2%                      | 14.2%                      |
| християни                  | християни                  |                            | 2.3%                       | 2.3%                       |
| сикхи                      | сикхи                      |                            | 0%                         | 0%                         |
| агностики                  | агностики                  |                            | 2%                         | 2%                         |

Головні релігії й вірування, які сповідує, і конфесії та церковні організації, до яких відносить себе населення країни: індуїзм — 79,8 %, іслам — 14,2 %, християнство — 2,3 %, сикхізм — 1,7 %, не визначились — 2 % (станом на 2011 рік).
Чотири великі релігії світу (індуїзм, буддизм, джайнізм та сикхізм) походять із Індії. Понад 800 мільйонів індійців є індуїстами, решта населення відносить себе до релігійних груп: мусульман, християн, сикхів, буддистів — 0,7 %, джайністів — 0,4 %, юдеїв, зороастрійців та послідовників бахаїзму.
У Конституції Індії закріплено відділення церкви від держави. Послідовники сотень різних віросповідань в цілому існують пліч-о-пліч віками, однак є певна напруженість у стосунках. На індійську історію і суспільство значно вплинули масштабні релігійні зіткнення між мусульманами та індуїстами та між індуїстами та сикхами, які траплялися у минулому.

## Освіта
Рівень письменності 2015 року становив 71,2 % дорослого населення (віком від 15 років): 81,3 % — серед чоловіків, 60,6 % — серед жінок.
Державні витрати на освіту становлять 3,8 % ВВП країни, станом на 2012 рік (134-те місце у світі). Середня тривалість освіти становить 12 років, для хлопців — до 11 років, для дівчат — до 12 років (станом на 2013 рік).

### Вища
В Індії працює найбільша кількість університетів у світі[джерело?].

## Охорона здоров'я
Забезпеченість лікарями в країні на рівні 0,7 лікаря на 1000 мешканців (станом на 2012 рік). Забезпеченість лікарняними ліжками в стаціонарах — 0,7 ліжка на 1000 мешканців (станом на 2011 рік). Загальні витрати на охорону здоров'я 2014 року становили 4,7 % ВВП країни (159-те місце у світі).
Смертність немовлят до 1 року, станом на 2015 рік, становила 41,81 ‰ (50-те місце у світі); хлопчиків — 40,56 ‰, дівчаток — 43,22 ‰. Рівень материнської смертності 2015 року становив 174 випадків на 100 тис. народжень (55-те місце у світі).
Індія входить до складу ряду міжнародних організацій: Міжнародного руху (ICRM) і Міжнародної федерації товариств Червоного Хреста і Червоного Півмісяця (IFRCS), Дитячого фонду ООН (UNISEF), Всесвітньої організації охорони здоров'я (WHO).

### Захворювання
Потенційний рівень зараження інфекційними хворобами в країні дуже високий. Найпоширеніші інфекційні захворювання: діарея, гепатит А і Е, черевний тиф, гарячка денге, японський енцефаліт, малярія, лептоспіроз, сказ (станом на 2016 рік).
2014 року зареєстровано 2,07 млн хворих на СНІД (3-тє місце в світі), це 0,26 % населення в репродуктивному віці 15—49 років (90-те місце у світі). Смертність 2014 року від цієї хвороби становила 127,2 тис. осіб (3-тє місце у світі).
Частка дорослого населення з високим індексом маси тіла 2014 року становила 4,7 % (184-те місце у світі); частка дітей віком до 5 років зі зниженою масою тіла становила 43,5 % (оцінка на 2006 рік). Ця статистика показує як власне стан харчування, так і наявну/гіпотетичну поширеність різних захворювань.

### Санітарія
Доступ до облаштованих джерел питної води 2015 року мало 97,1 % населення в містах і 92,6 % в сільській місцевості; загалом 94,1 % населення країни. Відсоток забезпеченості населення доступом до облаштованого водовідведення (каналізація, септик): у містах — 62,6 %, в сільській місцевості — 28,5 %, загалом по країні — 39,6 % (станом на 2015 рік). Споживання прісної води, станом на 2010 рік, дорівнює 761 км³ на рік, або 613 тонни на одного мешканця на рік: з яких 7 % припадає на побутові, 2 % — на промислові, 90 % — на сільськогосподарські потреби.

## Соціально-економічне становище
Співвідношення осіб, що в економічному плані залежать від інших, до осіб працездатного віку (15—64 роки) загалом становить 52,4 % (станом на 2015 рік): частка дітей — 43,9 %; частка осіб похилого віку — 8,6 %, або 11,7 потенційно працездатного на 1 пенсіонера. Загалом ці показники характеризують рівень потреби державної допомоги в секторах освіти, охорони здоров'я та пенсійного забезпечення, відповідно. За межею бідності 2010 року перебувало 29,8 % населення країни.
В Індії пропагують переваги малодітної сім'ї, використовують різні методи обмеження народжуваності, у деяких випадках — матеріальне заохочення сімей, які прагнуть обмеження народжуваності. Демографічні проблеми створюють ряд інших проблем, зокрема продовольча і неписьменності (до 50% населення регіону є неписьменним через бідність країн). Розподіл доходів домогосподарств у країні виглядає таким чином: нижній дециль — 3,6 %, верхній дециль — 31,1 % (станом на 2005 рік).
Станом на 2013 рік, у країні 237,4 млн осіб не має доступу до електромереж; 79 % населення має доступ, в містах цей показник дорівнює 98 %, у сільській місцевості — 70 %. Рівень проникнення інтернет-технологій низький. Станом на липень 2015 року в країні налічувалось 325,441 млн унікальних інтернет-користувачів (4-те місце у світі), що становило 26 % загальної кількості населення країни.

### Трудові ресурси
Загальні трудові ресурси 2015 року становили 502,1 млн осіб (2-ге місце у світі). Зайнятість економічно активного населення у господарстві країни розподіляється таким чином: аграрне, лісове і рибне господарства — 49 %; промисловість і будівництво — 20 %; сфера послуг — 31 % (станом на 2012 рік). 26,965 млн дітей у віці від 5 до 14 років (12 % загальної кількості) 2006 року були залучені до дитячої праці. Безробіття 2015 року дорівнювало 7,1 % працездатного населення, 2014 року — 7,3 % (86-те місце у світі); серед молоді у віці 15—24 років ця частка становила 10,7 %, серед юнаків — 10,4 %, серед дівчат — 11,6 % (97-ме місце у світі).

## Кримінал

### Наркотики

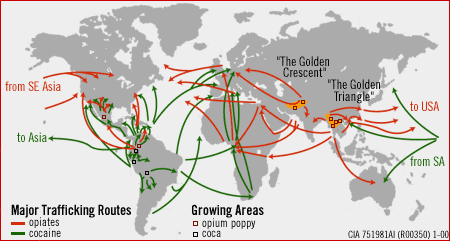
Світові маршрути наркотрафіку

Найбільший у світі легальний виробник опіуму на світовому фармацевтичному ринку, невстановлена кількість легального опіуму перенаправляється на нелегальні міжнародні ринки наркотиків; легальне виробництво кетаміну і прекурсорів; транзитна країна для наркотрафіку з сусідніх країн і Південно-Західної Азії; незаконне виробництво метаквалону; країна уразлива до відмивання грошей.

### Торгівля людьми
Згідно зі щорічною доповіддю про торгівлю людьми (англ. Trafficking in Persons Report) Управління з моніторингу та боротьби з торгівлею людьми Державного департаменту США, уряд Індії докладає значних зусиль у боротьбі з явищем примусової праці, сексуальної експлуатації, незаконною торгівлею внутрішніми органами, але законодавство відповідає мінімальним вимогам американського закону 2000 року щодо захисту жертв (англ. Trafficking Victims Protection Act’s) не повною мірою, країна перебуває у списку другого рівня.

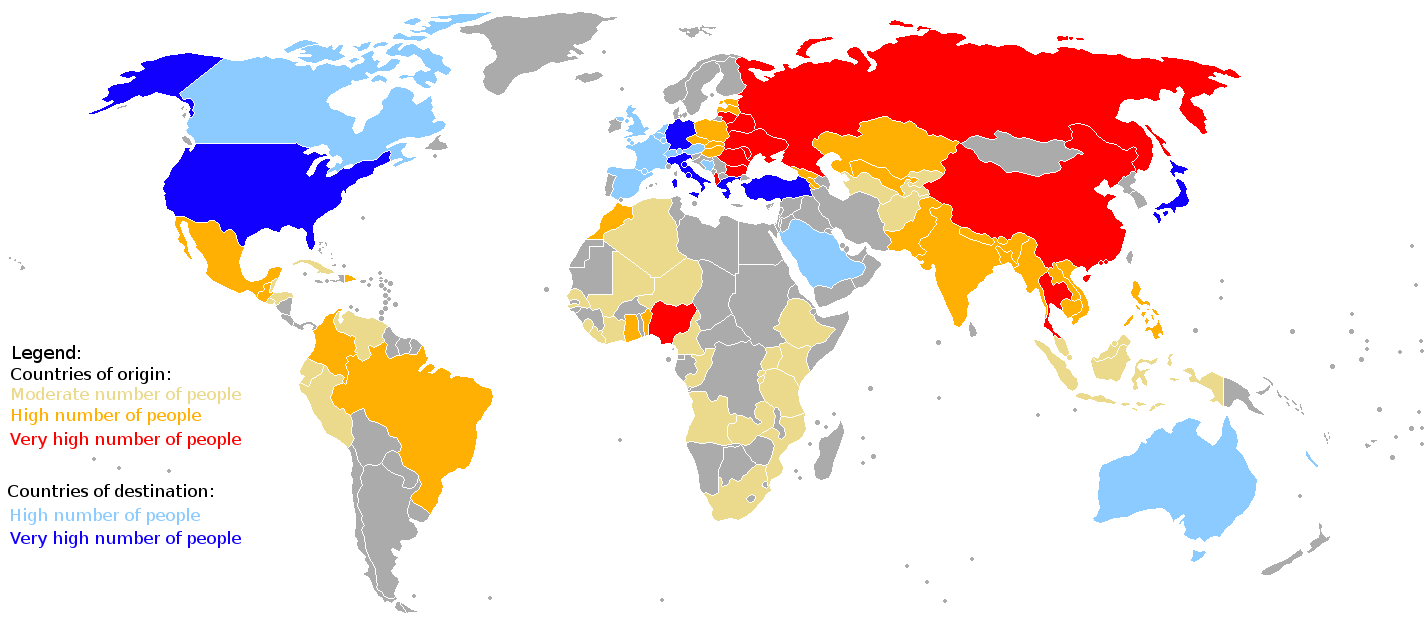
Країни-донори (червоний) і країни-реципієнти кримінальних потоків  (англ.)
Глобальна боротьба з торгівлею людьми (англ.)

## Гендерний стан
Статеве співвідношення (оцінка 2015 року):
- при народженні — 1,12 особи чоловічої статі на 1 особу жіночої;
- у віці до 14 років — 1,13 особи чоловічої статі на 1 особу жіночої;
- у віці 15—24 років — 1,13 особи чоловічої статі на 1 особу жіночої;
- у віці 25—54 років — 1,06 особи чоловічої статі на 1 особу жіночої;
- у віці 55—64 років — 1,01 особи чоловічої статі на 1 особу жіночої;
- у віці за 64 роки — 0,9 особи чоловічої статі на 1 особу жіночої;
- загалом — 1,08 особи чоловічої статі на 1 особу жіночої[3].

## Демографічні дослідження
Демографічні дослідження в країні ведуться рядом державних і наукових установ:

### Переписи
Переписи населення проводяться в Індії кожні 10 років. У цілому проведено вже 14 переписів, станом на 2001 рік. Чисельність населення Індії становила: 1981 року — 683,3 млн, 1991 року — 846,4 млн, 2001 року — 1027,0 млн, 2011 року — 1210,7 млн.

### Українською
- Атлас. 10—11 клас. Економічна і соціальна географія світу / упорядники :  О. Я. Скуратович, Н. І. Чанцева. — К. : ДНВП «Картографія», 2010. — ISBN 978-966-475-639-3.
- Атлас світу / голов. ред. І. С. Руденко ; зав. ред. В. В. Радченко ; відп. ред. О. В. Вакуленко. — К. : ДНВП «Картографія», 2005. — 336 с. — ISBN 9666315467.
- Безуглий В. В. Економічна і соціальна географія зарубіжних країн : Навчальний посібник. — К. : ВЦ «Академія», 2007. — 704 с. — ISBN 978-966-580-239-6.
- Безуглий В. В., Козинець С. В. Регіональна економічна і соціальна географія світу : Навчальний посібник. — видання 2-ге, доп., перероб. — К. : ВЦ «Академія», 2007. — 688 с. — ISBN 966-580-144-9.
- Головченко В., Кравчук О. Країнознавство: Азія, Африка, Латинська Америка, Австралія і Океанія. — К., 2006. — 335 с. — ISBN 966-8939-04-2.
- Гудзеляк І. І. Географія населення: Навчальний посібник / І. Гудзеляк. — Л. : Видавничий центр ЛНУ імені Івана Франка, 2008. — 232 с. — ISBN 978-966-613-599-8.
- Дахно І. І. Країни світу: Енциклопедичний довідник / І. І. Дахно, С. М. Тимофієв. — К. : Мапа, 2011. — 606 с. — (Бібліотека нового українця) — ISBN 978-966-8804-23-6.
- Дахно І. І. Економічна географія зарубіжних країн : навчальний посібник. — К. : Центр учбової літератури, 2014. — 319 с. — ISBN 978-611-01-0682-5.
- Джаман В. О. Регіональні системи розселення: демографічні аспекти. — Чернівці : Рута, 2003. — 392 с. — ISBN 9665685988.
- Дорошенко Л. С. Демографія: Навчальний посібник. — К. : МАУП, 2005. — 112 с. — ISBN 966-608-442-2.
- Дубович І. А. Країнознавчий словник-довідник. — 5-те вид., перероб. і доп. — К. : Знання, 2008. — 839 с. — ISBN 978-966-346-330-8.
- Економічна і соціальна географія країн світу. Навчальний посібник / За ред. Кузика С. П. — Л. : Світ, 2002. — 672 с. — ISBN 966-603-178-7.
- Загальна медична географія світу / В. О. Шевченко [та ін.] — К. : [б.в.], 1998. — 178 с.
- Ігнатьєв П. М. Країнознавство: Країни Азії. — Ч. : Книги-XXI, 2004. — 383 с. — ISBN 966-8029-53-4.
- Книш М. М., Мамчур О. І. Регіональна економічна і соціальна географія світу (Латинська Америка та Карибські країни, Африка, Азія, Океанія) : навч. посіб. — Л. : ЛНУ ім. Івана Франка, 2013. — 368 с. — ISBN 978-617-10-0007-0.
- Крисаченко В. С. Динаміка населення: Популяційні, етнічні та глобальні виміри. — К. : Видавництво Національного інституту стратегічних досліджень, 2005. — 368 с. — ISBN 966-554-083-1.
- Любіцева О. О., Мезенцев К. В., Павлов С. В. Географія релігій. — К. : АртЕК, 1999. — 504 с. — ISBN 966-505-006-0.
- Масляк П. О. Країнознавство. — К. : Знання, 2007. — 292 с. — (Вища освіта XXI століття)
- Масляк П. О., Дахно І. І. Економічна і соціальна географія світу / П. О. Масляк, І. І. Дахно ; за ред. П. О. Масляка. — К. : Вежа, 2003. — 280 с. — ISBN 966-7091-53-8.

### Російською
- (рос.) Индия // Демографический энциклопедический словарь / главн. ред. Валентей Д. И. — М. : Советская энциклопедия, 1985. — 608 с.
- (рос.) Индия // Страны и народы. Зарубежная Азия. Южная Азия / Редкол. : отв. ред. Ю. В. Ганковский, П. В. Куцобин, Г. В. Сдасюк. — М. : «Мысль», 1982. — 253 с. — (Страны и народы) — 180 тис. прим.
- (рос.) Атлас народов мира / Отв. ред. С. И. Брук и В. С. Апенченко. — М. : ГУГК ГГК СССР и Институт этнографии им. Н. Н. Миклухо-Маклая АН СССР, 1964. — 185 с. — 20 тис. прим.
- (рос.) Численность и расселение народов мира. Этнографические очерки / под ред. С. И. Брука. — М. : Издательство АН СССР, 1962. — 487 с.
- (рос.) Лаппо Г. М. География городов: Учебное пособие для географических факультетов вузов. — М. : Туманит, изд. центр ВЛАДОС, 1997. — 476 с. — ISBN 5-691-00047-0.
- (рос.) Ягельский А. География населения. — М. : Прогресс, 1980. — 383 с.